# Kokašice
Kokašice (en allemand : Kokaschitz) est une commune du district de Tachov, dans la région de Plzeň, en République tchèque. Sa population s'élevait à 283 habitants en 2022.

## Géographie
Kokašice se trouve à 15 km à l'est de Planá, à 25 km à l'est-nord-est de Tachov, à 35 km au nord-ouest de Plzeň et à 109 km à l'ouest-sud-ouest de Prague.
La commune est limitée par Bezdružice au nord, par Konstantinovy Lázně à l'est, par Horní Kozolupy au sud, et par Olbramov et Lestkov à l'ouest.

## Histoire
La première mention écrite de la localité date de 1227.

## Administration
La commune se compose de quatre sections :
- Kokašice
- Čeliv
- Krasíkov
- Lomy

## Patrimoine
Le village de Kokašice est dominé par le mont Krasíkov (662 m), dont le sommet constitue une zone naturelle protégée, où l'on trouve les ruines du château de Švamberk ou Krasíkov (XIIIe siècle) et de l'église Sainte-Marie-Madeleine, qui abrite la tombe des seigneurs de Schwamberg. L'église a été rénovée en 1707, le clocher date de 1880. Du château il ne subsiste que la tour ronde à l'extrémité de l'éperon, une partie du palais attenant et une cave au plafond voûté.

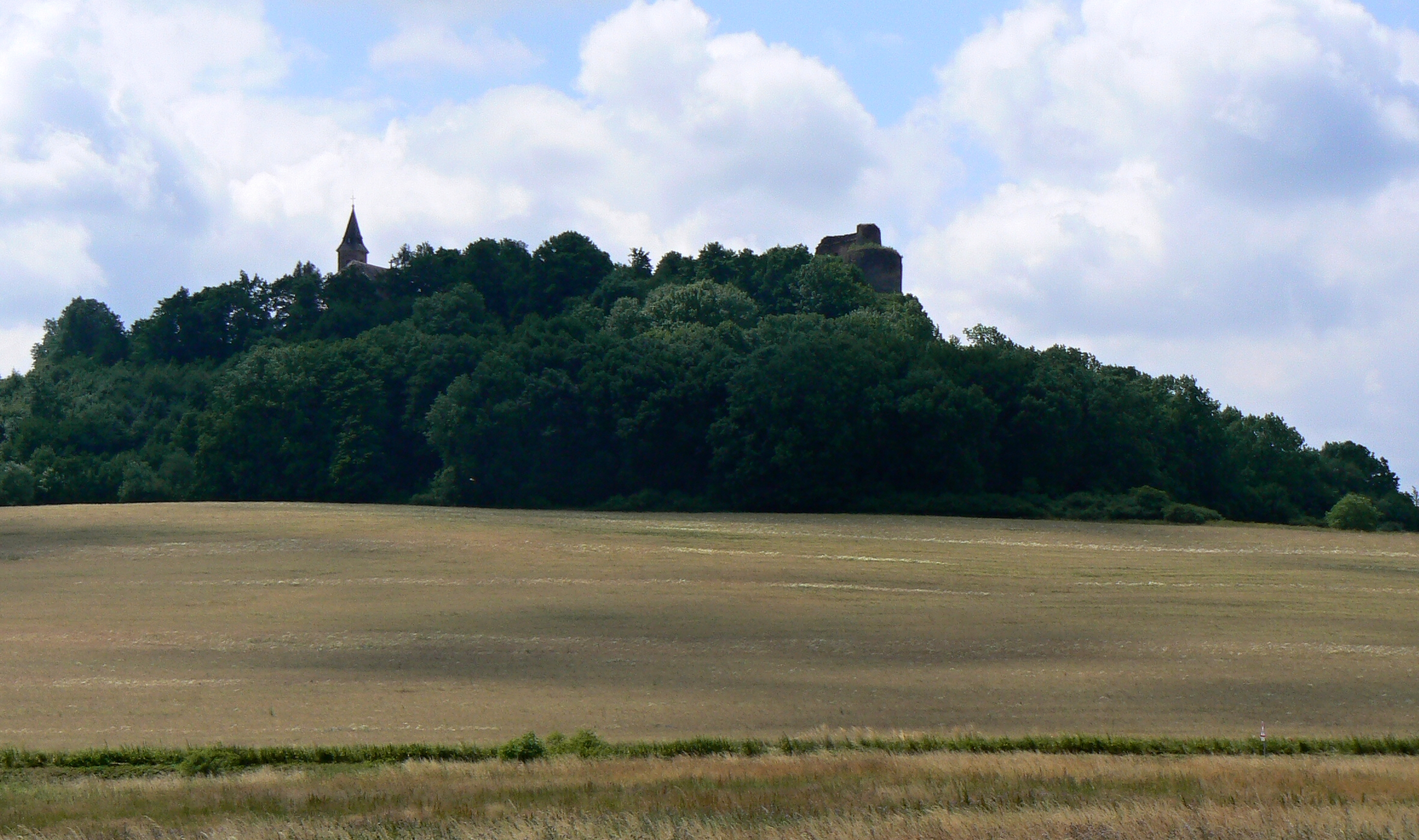
Colline de Krasíkov : zone naturelle protégée
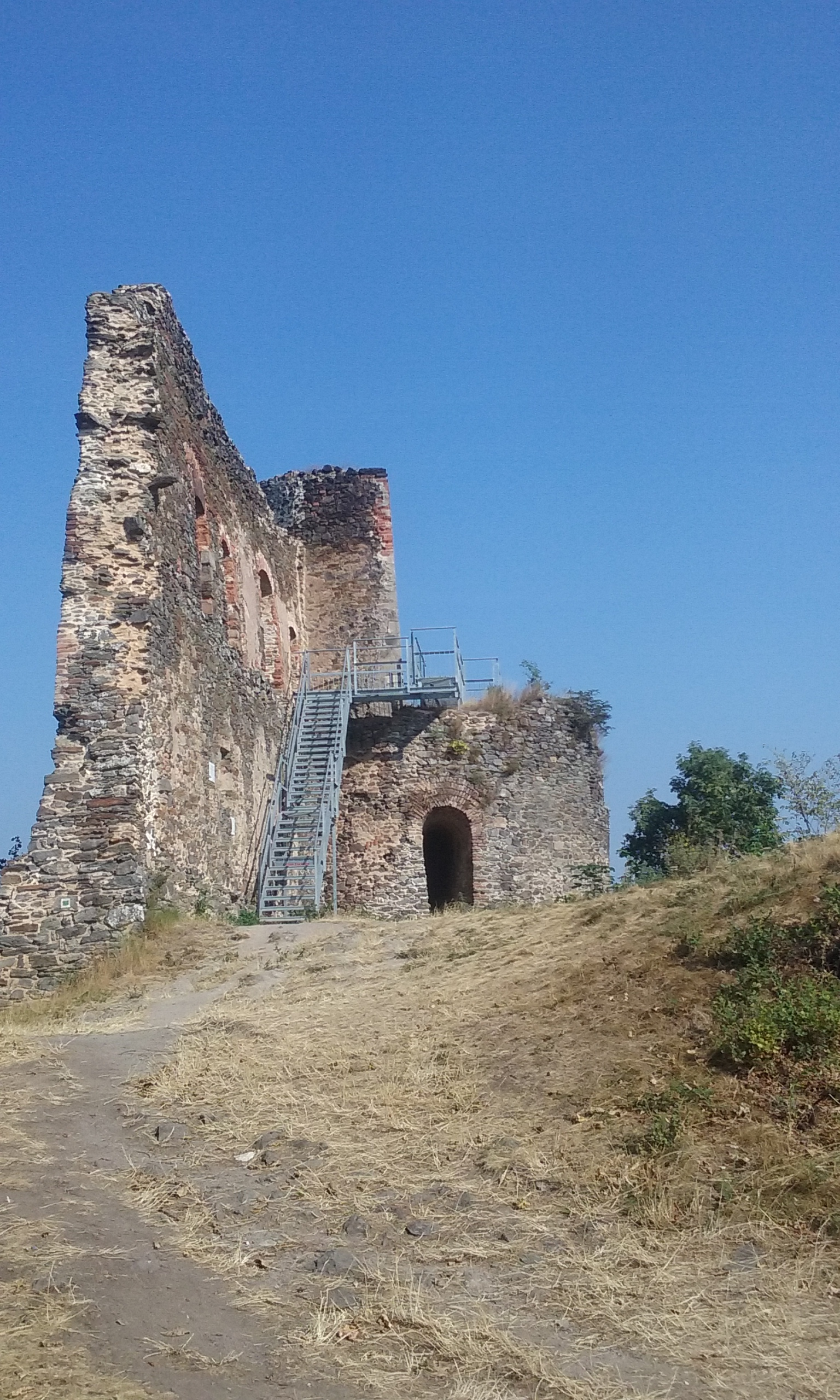
Murs du château.
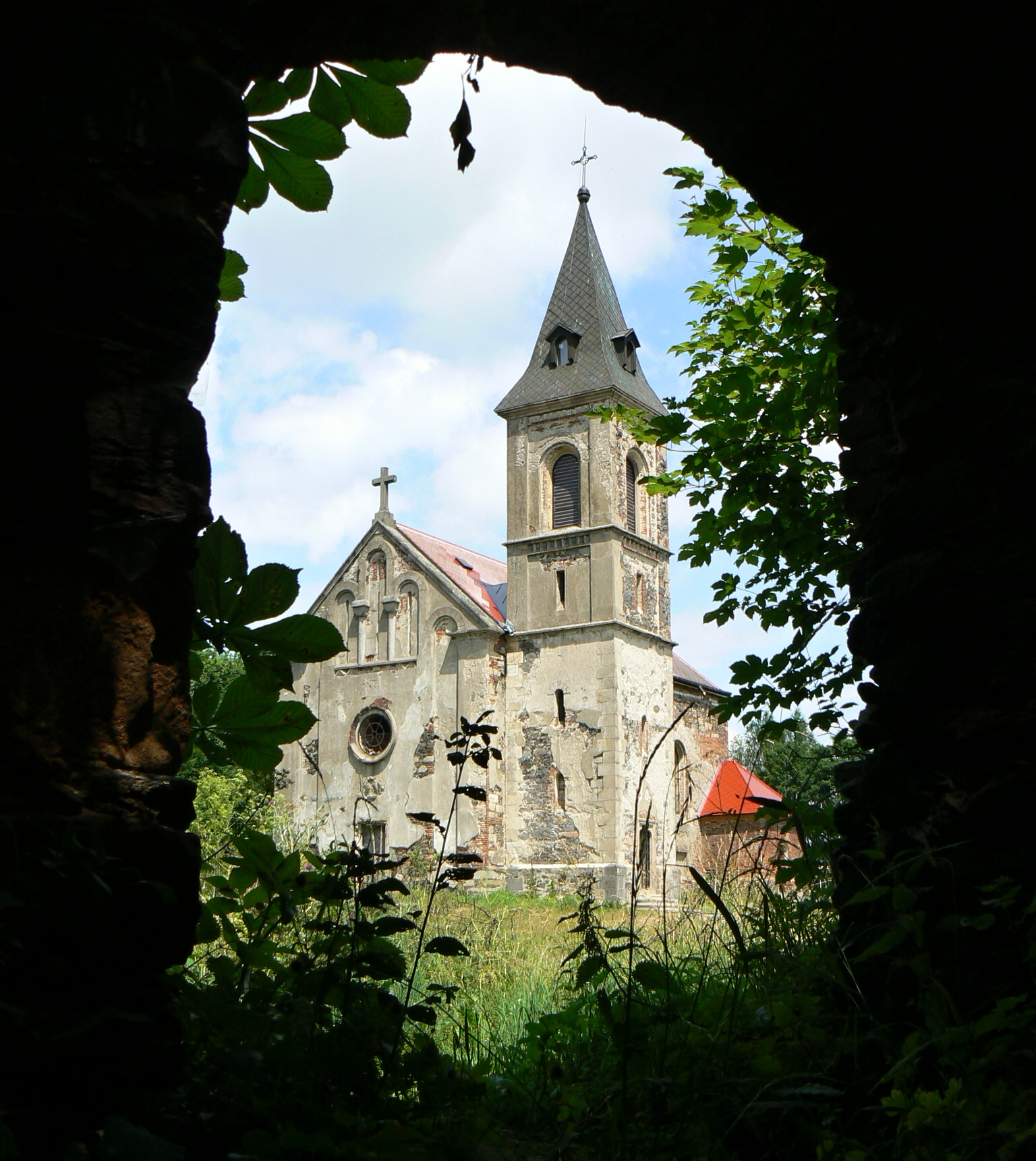
Ruines de l'église de Krasíkov.

## Galerie

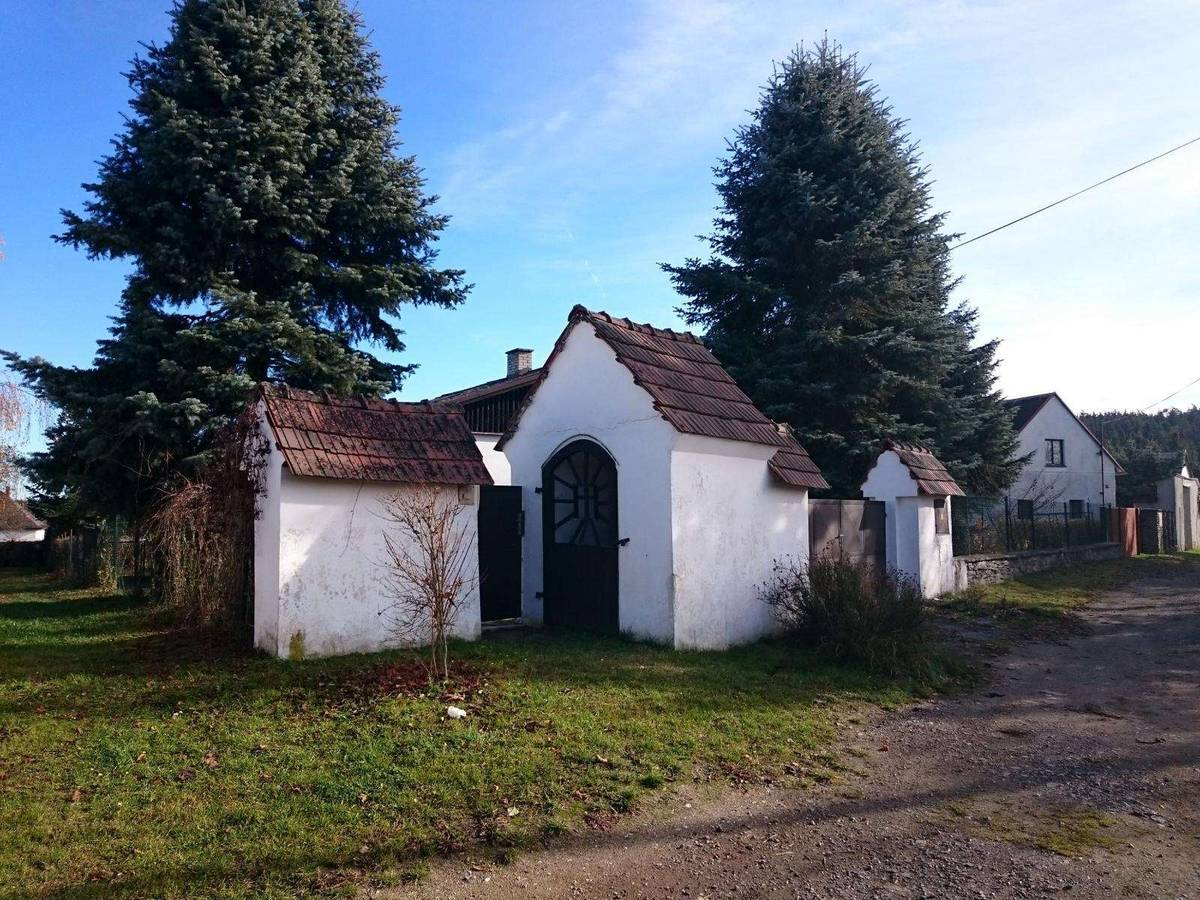
Chapelle à Lomy.
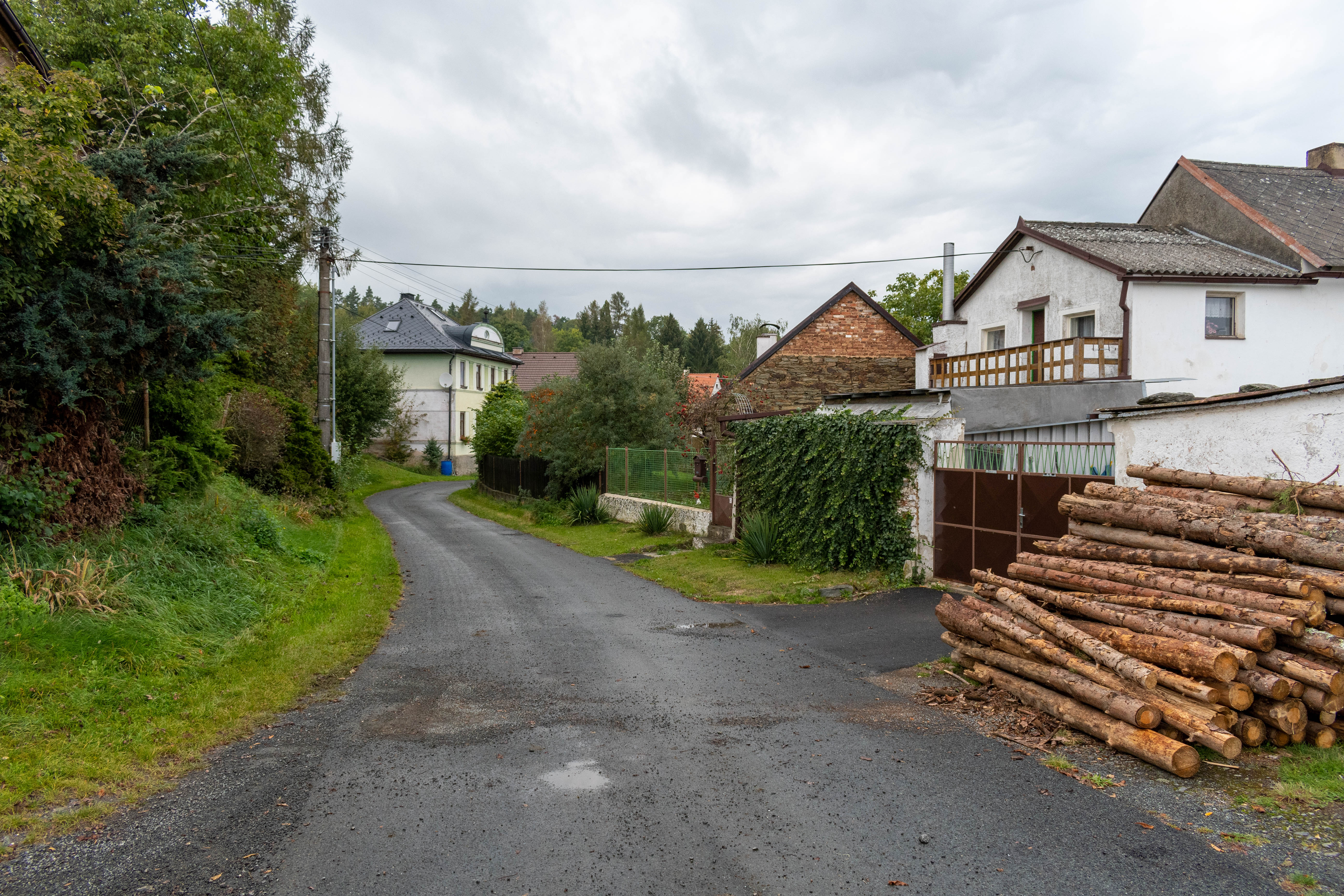
Rue de Lomy.

## Transports
Par la route, Kokašice se trouve à 18 km de Stříbro, à 31 km de Tachov, à 42 km de Plzeň et à 136 km de Prague. 

## Personnalités
- Franz Melnitzky (1822-1876), sculpteur autrichien